# (17278) Viggh
(17278) Viggh (2000 LK27) – planetoida z pasa głównego asteroid okrążająca Słońce w ciągu 3,82 lat w średniej odległości 2,44 j.a. Odkryta 6 czerwca 2000 roku.